# 哥倫比亞大學國際公共事務學院
國際暨公共事務學院 (School of International and Public Affairs, 簡稱SIPA) 是美國紐約哥倫比亞大學下屬的學院，以國際關係學、區域研究、公共政策與管理教育聞名。

## 歷史
SIPA創辦於二戰結束後的1946年，當時名為國際事務學院 (School of International Affairs)，僅提供國際事務碩士學位，以訓練未來的外交、國防官員為宗旨。日後因應國內公共政策教育需求的增長，乃於1977年增設公共行政碩士學位，並在四年後正式更名為國際公共事務學院。
SIPA目前仍以碩士學生為主，每年招生名額約五百多人，其中近半為國際學生，每年並錄取少量的博士生。

## 特色
SIPA目前設有十間包括俄羅斯、東亞、中東等在內的區域研究所以及十二間議題研究中心。在眾多優秀的公共政策學院中尤以全面的區域研究能力、聯合國研究以及發展問題等長處著稱，在全美公共政策學院中常年排名前五。
座落於紐約市曼哈頓晨邊高地區的SIPA由於地利之便，跟聯合國總部有著密切無比的合作關係。前聯合國秘書長科菲·安南曾在SIPA任職研究員。此外聯合國亦有多名現任或卸任的副秘書長或助理秘書長級別官員在SIPA任教，如Michael W. Doyle（前聯合國秘書長辦公室戰略規劃助理秘書長，現任聯合國民主基金會會長）、傑佛瑞·薩克斯 (前聯合國千年計劃主任)、Elisabeth A Lindenmayer（页面存档备份，存于）(前聯合國秘書處副主任)等。
.每年九月聯合國召開聯合國大會時，SIPA皆會組織一系列「世界領導人論壇」，邀請多國總統、總理等在校內進行演說和問答。
由於與聯合國和華爾街比鄰的緣故，SIPA畢業生有相當比例在畢業後投入聯合國屬下機構以及到華爾街從事金融、諮詢等工作。

## 學術
國際公共事務學院目前提供七種學位，包括國際事務碩士、公共行政碩士、經濟政策管理碩士、環境科學與政策碩士、公共行政碩士主管進修班、發展實踐碩士和可持續發展學博士學位。
該學院也是全球公共政策網絡 (Global Public Policy Network) 的一員，和英國倫敦政經學院、法國巴黎政治學院、新加坡國立大學李光耀公共政策学院、德國柏林赫爾梯行政學院、日本東京大學公共政策研究院和巴西聖保羅商學院等六校設有雙學位合作項目。
學院絕大多數的學生為兩年制的碩士班學生。碩士生們需要在六個主修和六個副修範圍內各選一項方能畢業。這些項目包括：
主修：國際安全政策、國際金融經濟政策、人權、經濟政治發展政策、能源與環境政策、和都市與社會政策。
副修：區域研究 (可從非洲、東亞、中東歐、西歐、拉美、中東、俄國、南亞和美國中擇一)、高級政策與經濟分析、應用科學、國際衝突化解、國際媒體與倡導、國際組織以及管理。
選修：聯合國研究、人道主義事務研究與性別政策。
在學院本身的課程之外，學生亦可到哥倫比亞大學全球知名的新聞學院、商學院、法學院等系所修課。

## 社團生活
國際公共事務學院有著各式各樣的媒體、社交、運動與學術社團，包括全由學生一手包辦的全美歷史第二悠久的國際關係學術期刊「國際事務（页面存档备份，存于）」。在學術社團中，與亞洲關係較密切的有台灣研究社 (Taiwan Focus)、日本交流論壇 (NBK)、韓國研究社 (Korea Focus)、大中華創議社 (Greater China Initiative)、東南亞學生會 (Southeast Asian Students Initiative)等。

## 評價
SIPA絕佳的地理位置和哥倫比亞大學本身的實力使得它成為許多學子的選擇。在第一學期，兩個主要學位的所有學生都要各上一門共同必修課(Conceptual Foundations of International Politics或 Politics of Policymaking)，導致每周一次要與一百多人同地上課的情形。不過亦有支持者認為在碩士階段課業外活動與專心學術同樣重要，因此 SIPA較多的學生數反而提供了更多的交朋友、拓展人際網絡的機會。